# Oxycnemis fusimacula
Oxycnemis fusimacula  là một loài bướm đêm thuộc họ Noctuidae. Nó được tìm thấy ở California, Nevada và Baja California.
Sải cánh dài khoảng 24 mm. Con trưởng thành bay từ tháng 7 đến tháng 8.
Ấu trùng ăn Krameria parvifolia.